# 高島駅

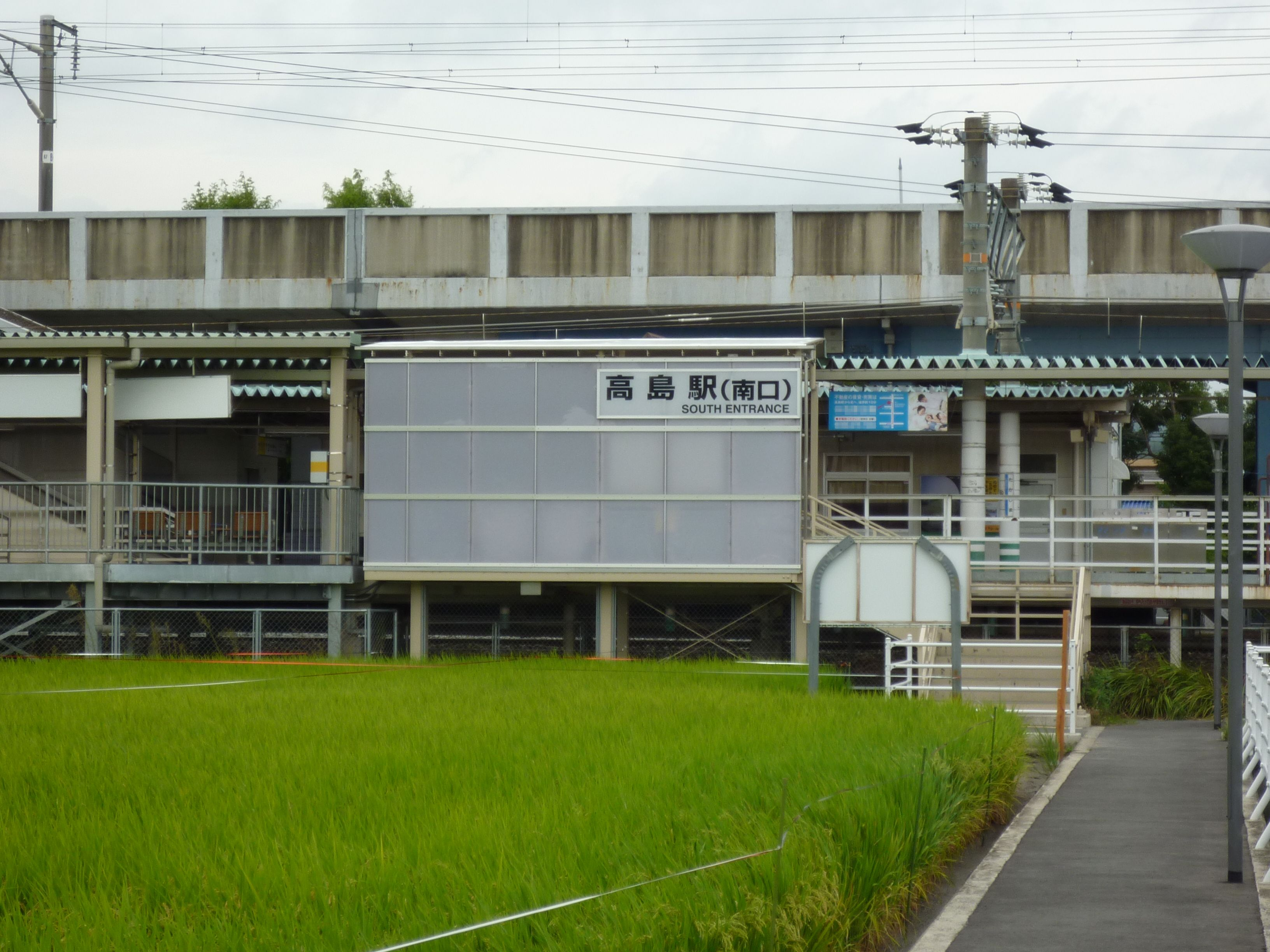
南口（2009年9月）

高島駅（たかしまえき）は、岡山県岡山市中区清水二丁目にある、西日本旅客鉄道（JR西日本）山陽本線の駅である。
線路名称上では山陽本線単独駅であるが、運転系統上赤穂線列車も乗入れる。駅番号は山陽本線がJR-S03、赤穂線がJR-N03。

## 歴史
- 1985年（昭和60年）3月14日：国鉄山陽本線東岡山 - 岡山間に新設[1]。旅客営業のみ[1]。
- 1987年（昭和62年）4月1日：国鉄分割民営化に伴い、西日本旅客鉄道（JR西日本）の駅となる[1]。
- 2007年（平成19年）
  - 6月17日：ICOCA対応自動改札機導入。
  - 9月1日：ICカード「ICOCA」が利用可能となる。
- 2008年（平成20年）
  - 5月31日：エレベーター・バリアフリー対応トイレ新設[2]。
  - 9月16日：南口使用開始[3]。
- 2016年（平成28年）4月24日：CTC化に伴い、南北改札口とホームに新設されたLED式発車標使用開始。
- 2020年（令和2年）9月：駅ナンバリングが導入され、使用を開始[4][5]。
- 2021年（令和3年）7月1日：駅業務がJR西日本岡山メンテックからJR西日本中国交通サービスへ移管される[6]。

## 駅構造
8両編成対応相対式ホーム2面2線を有する地上駅。山陽新幹線高架脇にある。駅舎は姫路方面行きホーム（1番のりば）側にあり、反対側の岡山方面行ホームは跨線橋で連絡している。構内に分岐器や絶対信号機を持たないため、停留所に分類される。
2008年（平成20年）5月31日に改札口前のスロープと跨線橋に通じるエレベーターが新設され、車椅子でも利用可能となった。車椅子対応の多目的トイレも新設。
以前は直営駅であったが、営業時間短縮以降、JR西日本岡山メンテックへの業務委託駅となり、東岡山駅管理の業務委託駅（JR西日本中国交通サービス受託）である。ICOCA利用可能駅（相互利用可能ICカードはICOCAの項を参照）。
2008年（平成20年）9月16日、2番のりば直結の駅南口を開設。南口は自動改札機、自動精算機、インターホンと簡易型券売機があるのみで、遠距離の乗車券や定期券購入は北口に出向く必要がある。南口からホームへは階段があり、車椅子では利用出来ない。また、南口の自動改札機は北口のものと同様に開閉式になっているため、非磁気化券で南口より入出場する場合はインターホンで係員に連絡する必要がある。
2025年（令和7年）、南口広場を含めた工事が開始された。
駅スタンプは「てくてくロードと龍ノログリーンシャワー公園」。

### のりば
| のりば | 路線            | 方向 | 行先                 |
| ------ | --------------- | ---- | -------------------- |
| 1      | 山陽本線        | 上り | 和気・姫路方面       |
| 1      | 赤穂線          | 上り | 西大寺・播州赤穂方面 |
| 2      | 山陽本線 赤穂線 | 下り | 岡山・福山方面       |

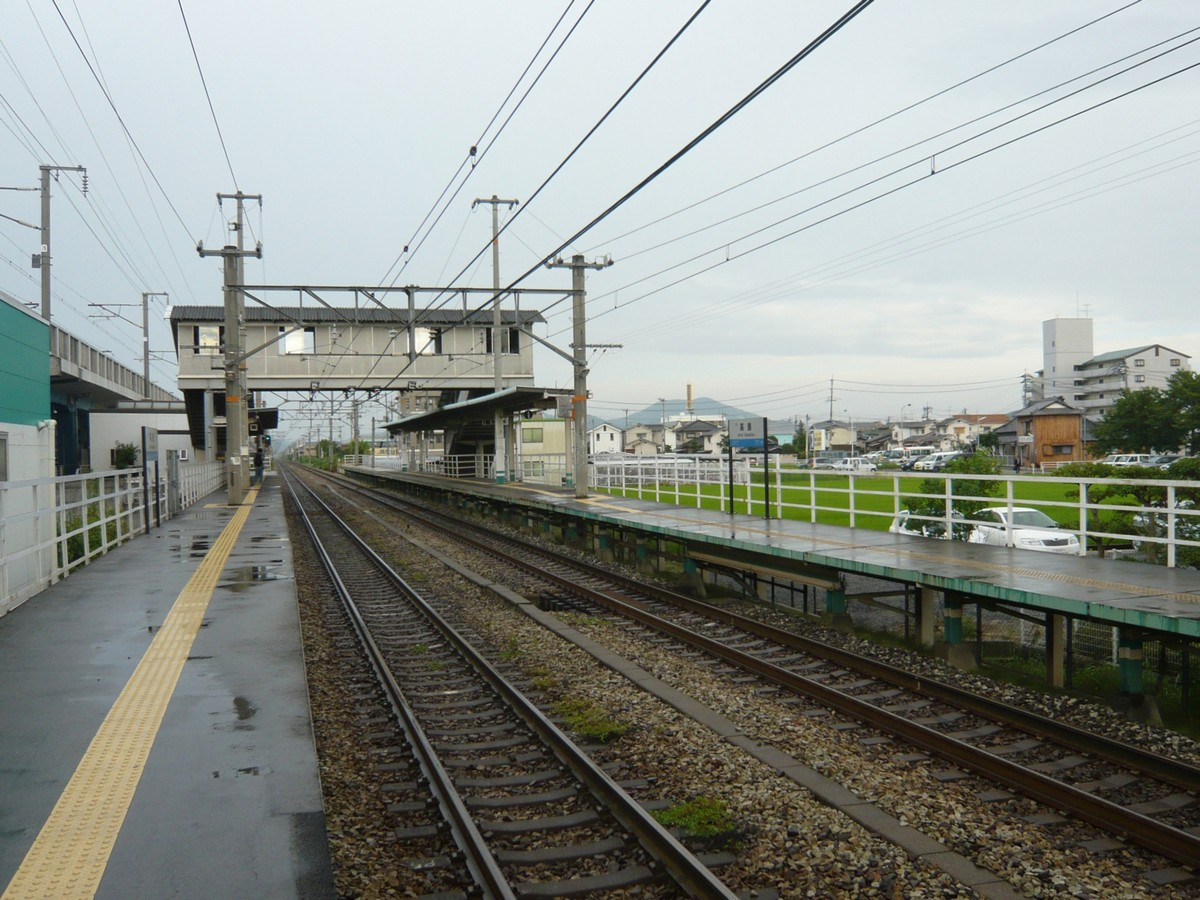
1番のりば（上り、2007年8月）
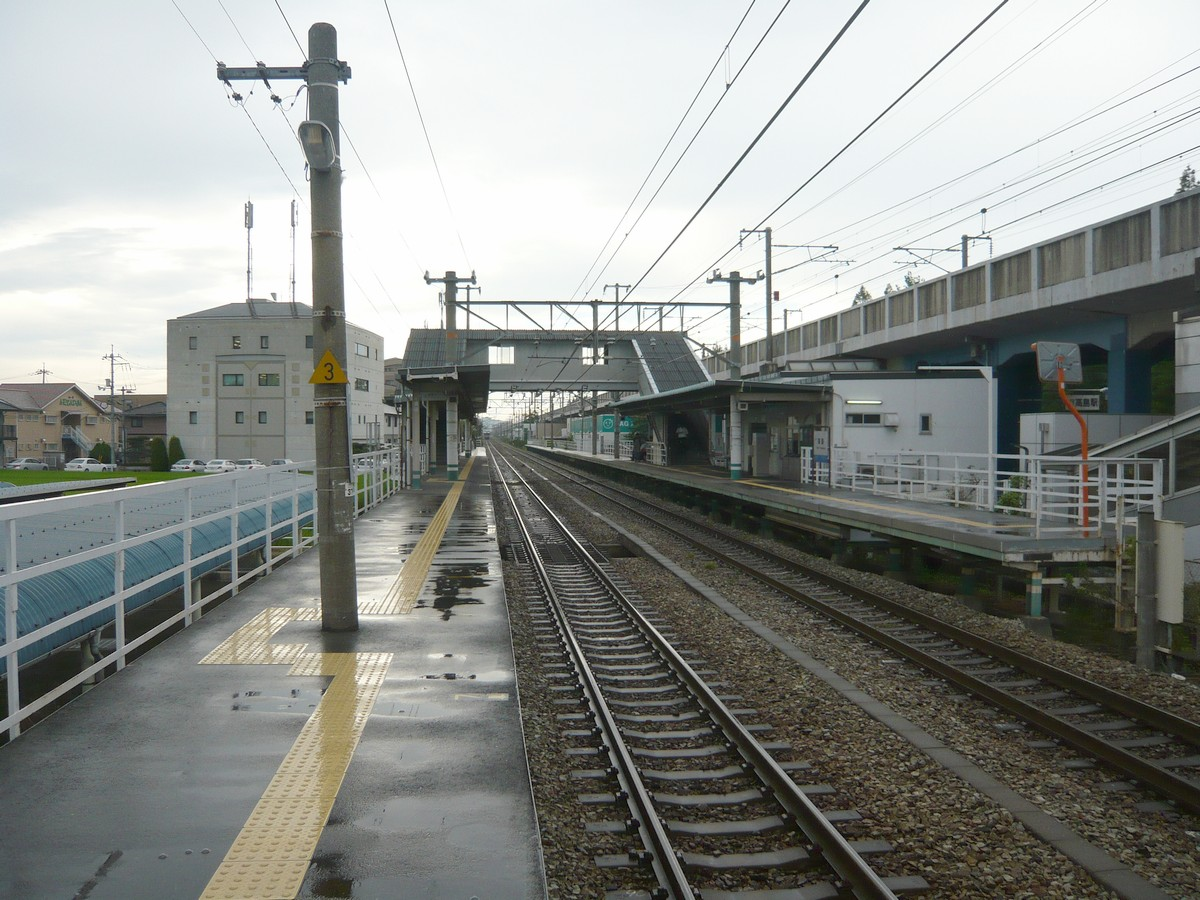
2番のりば（下り、2007年8月）

## 利用状況
近年の1日平均乗車人員の推移は以下の通り。
| 乗車人員推移 | 乗車人員推移 |
| 年度         | 1日平均人数  |
| ------------ | ------------ |
| 1999         | 3,161        |
| 2000         | 3,033        |
| 2001         | 2,967        |
| 2002         | 2,865        |
| 2003         | 2,853        |
| 2004         | 2,746        |
| 2005         | 2,776        |
| 2006         | 2,852        |
| 2007         | 2,936        |
| 2008         | 2,770        |
| 2009         | 2,683        |
| 2010         | 2,679        |
| 2011         | 2,764        |
| 2012         | 2,824        |
| 2013         | 2,940        |
| 2014         | 3,011        |
| 2015         | 3,197        |
| 2016         | 3,279        |
| 2017         | 3,391        |
| 2018         | 3,519        |
| 2019         | 3,551        |
| 2020         | 2,946        |
| 2021         | 2,891        |

## 駅周辺
周辺は住宅地である。駅北側には市営団地があり、この団地内には駐在所・認定こども園と岡山高島団地郵便局が併設されている。自動車教習所・ゴルフ練習場と岡山藤原郵便局は駅南側、交番は駅東側にある。

### 北口
- 岡山市立高島小学校
- 岡山市立旭竜小学校
- 岡山市立高島中学校
- 岡山中央警察署高島交番
- 岡山中央警察署八幡駐在所
- 岡山市立旭竜認定こども園
- マルナカ雄町店
- マルナカ八幡店
- 天満屋ハピーズ国府市場店
- ザグザグ本部
- トマト銀行高島支店
- 岡山高島団地郵便局
- 岡山県道・兵庫県道96号岡山赤穂線
- 岡山県道219号原藤原線
- 岡山県道384号今在家東岡山停車場線

### 南口
- 中国運輸局岡山運輸支局
- 岡山市立幡多小学校
- 岡山市立竜操中学校
- 備前自動車岡山教習所
- 岡山藤原郵便局
- 清水グリーンゴルフ
- マルナカ高屋店
- 中国銀行清水支店
- 国道250号
- 岡山県道・兵庫県道96号岡山赤穂線

## バス路線
近隣に2か所あり、いずれも宇野バスと両備バスによって運行されている。
新屋敷団地・新屋敷団地高島駅前
北口の市道沿いにある。なお、宇野バスは「新屋敷団地」、両備バスは「新屋敷団地高島駅前」と名称が異なるが、同じ場所にある。
- 高島駅北口側
  - 宇野バス
    - 206：表町BC
- 高島市営住宅側
  - 宇野バス
    - 206・207：東岡山 ※207は始発便のみ

  - 両備バス
    - 209：旭川荘

清水
南口より徒歩5分程の岡山県道219号原藤原線沿いにある。
- 鷗州塾高島校側
  - 宇野バス
    - 205：四御神

  - 両備バス
    - 208：旭川荘
- ユーカリ薬局清水店側
  - 宇野バス
    - 205：表町BC・岡山駅

  - 両備バス
    - 001：岡山駅

## 隣の駅
西日本旅客鉄道（JR西日本）
 山陽本線・ 赤穂線（赤穂線は東岡山駅まで山陽本線）
東岡山駅 (JR-S04/JR-N04) - 高島駅 (JR-S03/JR-N03) - 西川原駅 (JR-S02/JR-N02)